# Keersluis Munnekezijl
Keersluis Munnekezijl is een sluis in Munnekezijl in de Nederlandse provincie Friesland.

## Geschiedenis
In Munnekezijl lag al de oude sluis (Binnenslús) uit 1741 in de bocht van de rivier Lauwers. De brug met keersluis in de Munnekezijlsterried werd in 1882 gebouwd om de waterafvoer in noordoost Friesland te verbeteren door het spuien van water uit de Friese boezem op de Lauwerszee. Voor deze sluis werd een stroomkanaal aangelegd dat een stuk van de bocht afsneed. Hierdoor kwam een deel van het dorp Munnekezijl (buurtschap De Schans) op een eiland te liggen. Het ontwerp voor het complex was mogelijk van ir. Methardus. In de keermuur bevinden zich 22 stroomgaten, twee per doorlaat. De brug (Nieuwe Friese Brug) is gemetseld in elf booggewelven.
Na de afsluiting van de Lauwerszee in 1969 verdween de functie van keersluis. Na een periode van verval werd de sluis in 1985 gerestaureerd. Aan de brugzijde zijn twee gedenkstenen aangebracht in natuursteen. De onderste vermeldt "PROVINCIE FRIESLAND, 1882." en de bovenste "DOOR DE PROVINCIE GERESTAUREERD IN 1985". De brug met sluis is sinds 1999 een rijksmonument. Het bouwwerk werd overgedragen aan de Stichting Waterschapserfgoed.

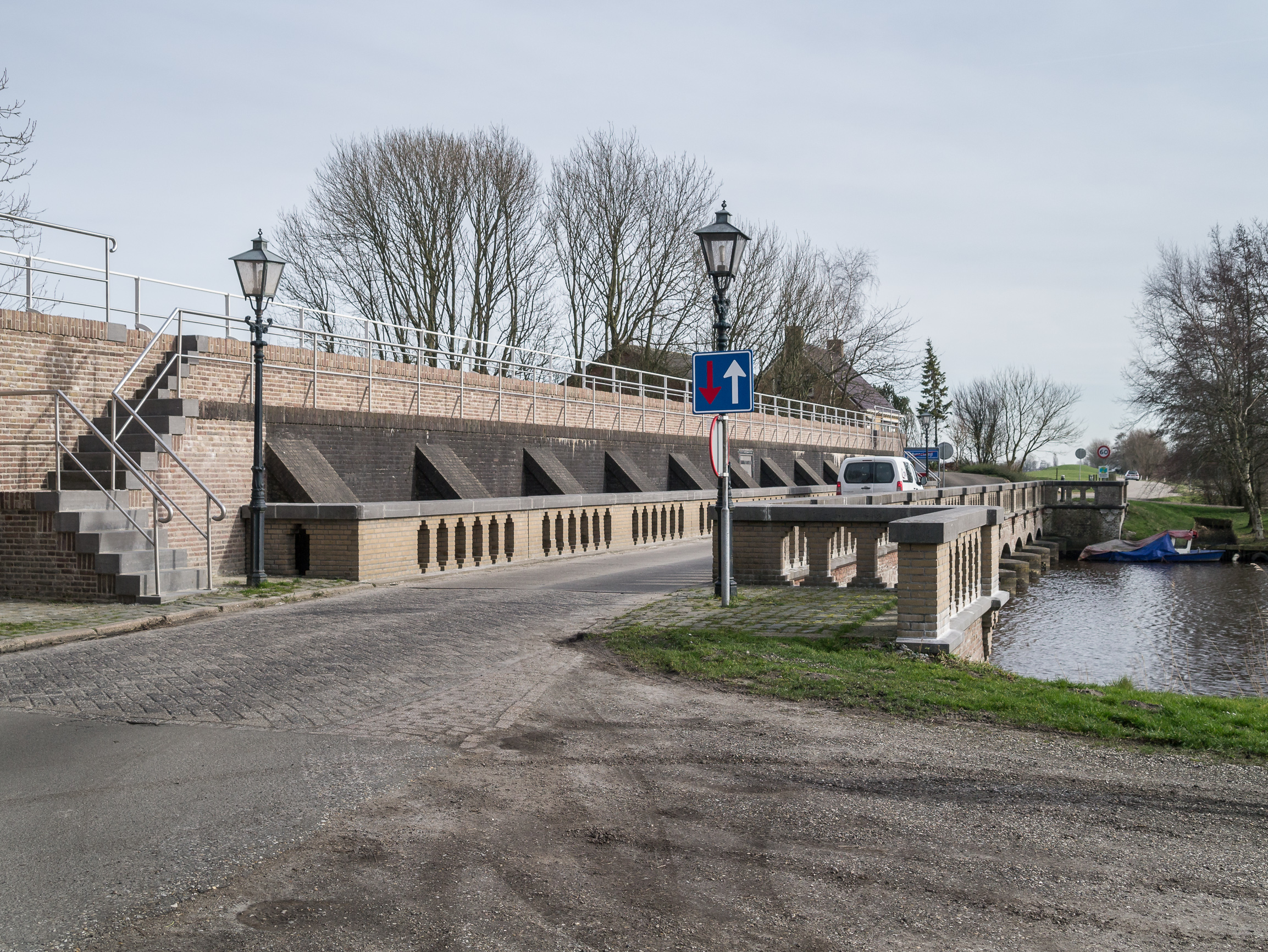
De keersluis met brug
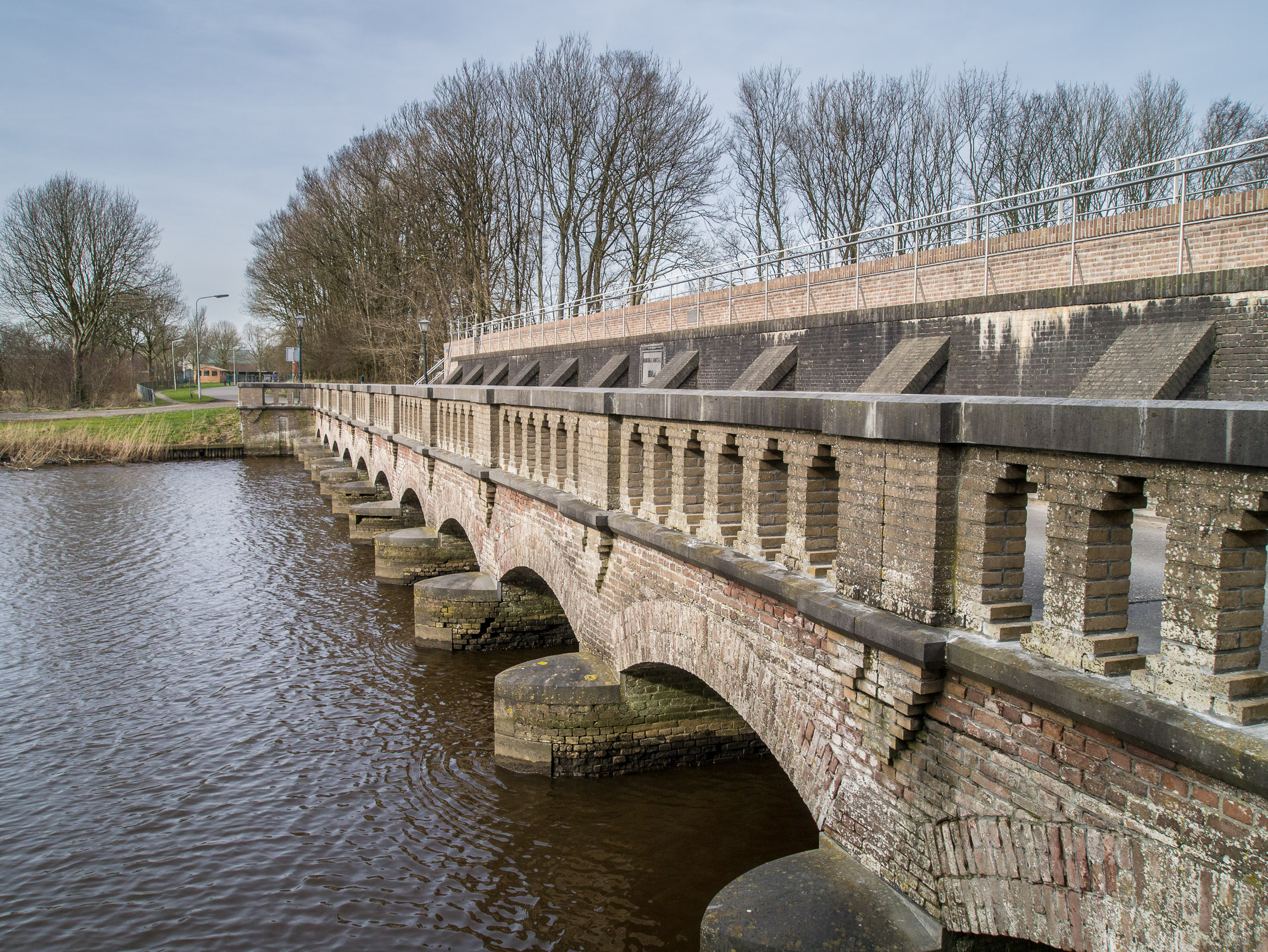
Gemetselde booggewelven
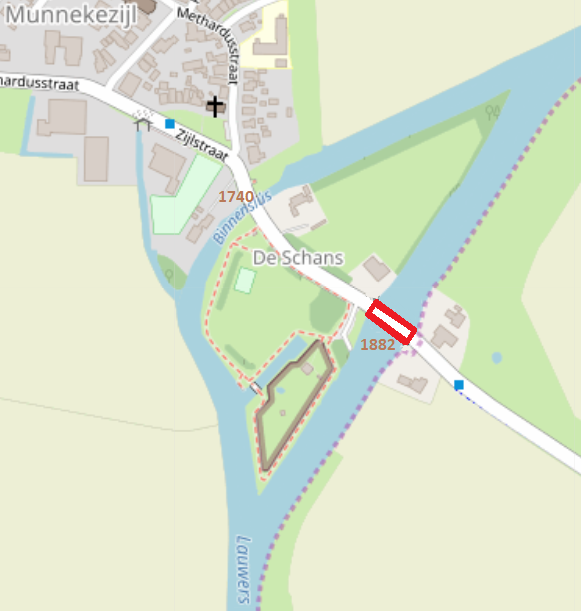
Kaart De Schans, Munnekezijl